# 후지노미야역
후지노미야역(일본어: 富士宮駅)은 일본 시즈오카현 후지노미야시에 있는 도카이 여객철도 미노부 선의 역이다. 상대식 승강장 2면 2선의 구조를 지닌 지상역이다.

## 타는 곳
| 1 | (통상은 폐쇄, 임시 승강장) | (통상은 폐쇄, 임시 승강장) | (통상은 폐쇄, 임시 승강장) |
| 2 | ■ 미노부 선                | 상행                       | 후지 방면                  |
| 3 | ■ 미노부 선                | 하행                       | 미노부 · 고후 방면         |

## 이용 현황
| 연도     | 하루 평균 승차 인원 | 연도     | 하루 평균 승차 인원 |
| 1993년도 | 3,567               | 2002년도 | 2,544               |
| 1994년도 | 3,370               | 2003년도 | 2,550               |
| 1995년도 | 3,246               | 2004년도 | 2,496               |
| 1996년도 | 3,110               | 2005년도 | 2,449               |
| 1997년도 | 2,856               | 2006년도 | 2,444               |
| 1998년도 | 2,745               | 2007년도 | 2,369               |
| 1999년도 | 2,585               | 2008년도 | 2,334               |
| 2000년도 | 2,510               | 2009년도 | 2,254               |
| 2001년도 | 2,547               | 2010년도 | 2,252               |
| -------- | ------------------- | -------- | ------------------- |

## 역 주변
- 후지노미야 시청
- 후지노미야 자동차학교

## 역사
- 1913년 7월 20일 : 오미야마치역(大宮町駅)으로서 개업.
- 1942년 10월 1일 : 후지노미야역으로 개칭.
- 1987년 4월 1일 : 민영화에 의해, 도카이 여객철도로 이관.

## 인접 정차역
| 도카이 여객철도 미노부 선 | 도카이 여객철도 미노부 선 | 도카이 여객철도 미노부 선 |
| ------------------------- | ------------------------- | ------------------------- |
| 겐도지 후지 방면          | ■ 미노부 선               | 니시후지노미야 고후 방면  |